# Garrosh Hellscream
Garrosh Hellscream er en fiktiv spil-figur i WoW (World of Warcraft). Som søn af Grommash Hellscream - høvding af Warsong Clan'en - skulle Garrosh overtage klanen på et tidspunkt, og da Hellscream genåbnede Den Mørke Portal, blev han inviteret til Horden af Thrall, der var den daværende leder af the Horde. Hellscream avancerede hurtigt til jobbet som  adviser of the Warchief. Senere førte Garrosh  Horde soldaterne i krig i Northrend og fik rollen som acting Warchief under Thrall's kongedømme.
Hellscream var kendt for hans voldsomme had til Alliancen. Han udtrykte sig ofte overfor Horden, hvor meget han ønskede at gå i krig mod hans rivaliserende klike.